# Mawu Corona
Pour les articles homonymes, voir Mawu.
Mawu Corona est une corona, formation géologique en forme de couronne, située sur Vénus dans le quadrangle de Kawelu Planitia par 31,7° N et 241,3° E. Son nom fait référence à Mawu, déesse Fon (Bénin) de la fertilité.

## Géographie et géologie
Mawu Corona couvre une surface circulaire d'environ 295 km de diamètre. 